# Sulla spiaggia e di là dal molo (film)
Sulla spiaggia e di là dal molo è un film italiano del 2000 diretto da Giovanni Fago. È tratto dall'omonimo libro di racconti di Mario Tobino.